# 가네코촌 (에히메현)
가네코촌(金子村)은 에히메현 니이군에 설치된 촌이다. 